# András Paróczai
András Paróczai (* 11. Mai 1956 in Jászladány, Komitat Jász-Nagykun-Szolnok) ist ein ehemaliger ungarischer Mittelstreckenläufer, der sich auf die 800-Meter-Distanz spezialisiert hatte.
Bei den Halleneuropameisterschaften 1979 in Wien gewann er Bronze. 1980 holte er Silber bei den Halleneuropameisterschaften in Sindelfingen und erreichte bei den Olympischen Spielen in Moskau das Halbfinale. Bei den Halleneuropameisterschaften 1981 errang er erneut Silber.
Viermal wurde er ungarischer Meister über 800 Meter (1975, 1978–1980) und zweimal über 400 Meter (1979, 1980). In der Halle holte er 1980 den nationalen Titel über 800 Meter.

## Persönliche Bestzeiten
- 800 m: 1:45,91 min, 26. Juni 1981, Oslo
  - Halle: 1:47,73 min, 22. Februar 1981, Grenoble